# Маргер Антон Йозеф
Антон Йозеф Маргер (нім. Anton Joseph Marherr; 24 жовтня 1748, Відень — після 1803) — доктор філософії і медицини (1779), професор, завідувач кафедр анатомії (1784-88) та патології (1791-1801), декан медичного факультету Львівського університету у 1792-1794, 1804-1805 роках, декан медичного факультету (1792-94, 1804-05) Львівського університету.

## Життєпис
Народився 24 жовтня 1748 року у Відні.
1779 року закінчив медичний факультет Віденського університету, захистивши дисертацію на тему переміжної гарячки.
12 серпня 1784 року призначений професором анатомії медичного факультету відновленого у Львові привілеєм імператора Йосифа II університету з чотирма факультетами: теології, права, філософським і медичним.
Анатомія викладалася на І курсі виключно студентам медичного факультету.
Був схильним до сварок, кілька разів у 1786 році влаштовував бійки зі своїми студентами.
1789 року, разом з кількома іншими викладачами, які втратили працю на факультеті, втратив кафедру анатомії через низьку відвідуваність студентами медичного факультету (на всіх курсах було лише сім студентів) і дуже погані стосунки між професорами факультету. Пішов на пенсію. Проте вже у 1791 році знову почав викладати патологію та фармакогнозію (лат. materiae medicae — лікарські речовини) і очолив кафедру патології медичного факультету.
Кафедру патології очолював до 1801 року.
Тричі (1792-93, 1793-94 та 1804—1805) був деканом медичного факультету Львівського університету.
Дата та місце смерті як і місце поховання невідомі.